# مرونة (هندسة وبناء)
مرونة (هندسة وبناء) (بالإنجليزية: Resilience (engineering and construction)) في مجالات الهندسة والبناء، المرونة هي القدرة على استيعاب الضرر أو تجنبه دون التعرض لفشل كامل، وهي هدف التصميم والصيانة والترميم للمباني والبنية التحتية، وكذلك المجتمعات. والتعريف الأكثر شمولاً هو أنها القدرة على الاستجابة والاستيعاب والتكيف مع حدث مدمر وكذلك التعافي منه. من المتوقع أن يكون الهيكل/النظام/المجتمع المرن قادرًا على مقاومة الأحداث المتطرفة بأقل قدر من الأضرار والاضطرابات الوظيفية أثناء الحدث؛ بعد الحدث، يجب أن يكون قادرًا على استعادة وظائفه بسرعة مماثلة لمستوى ما قبل الحدث أو حتى أفضل منه.

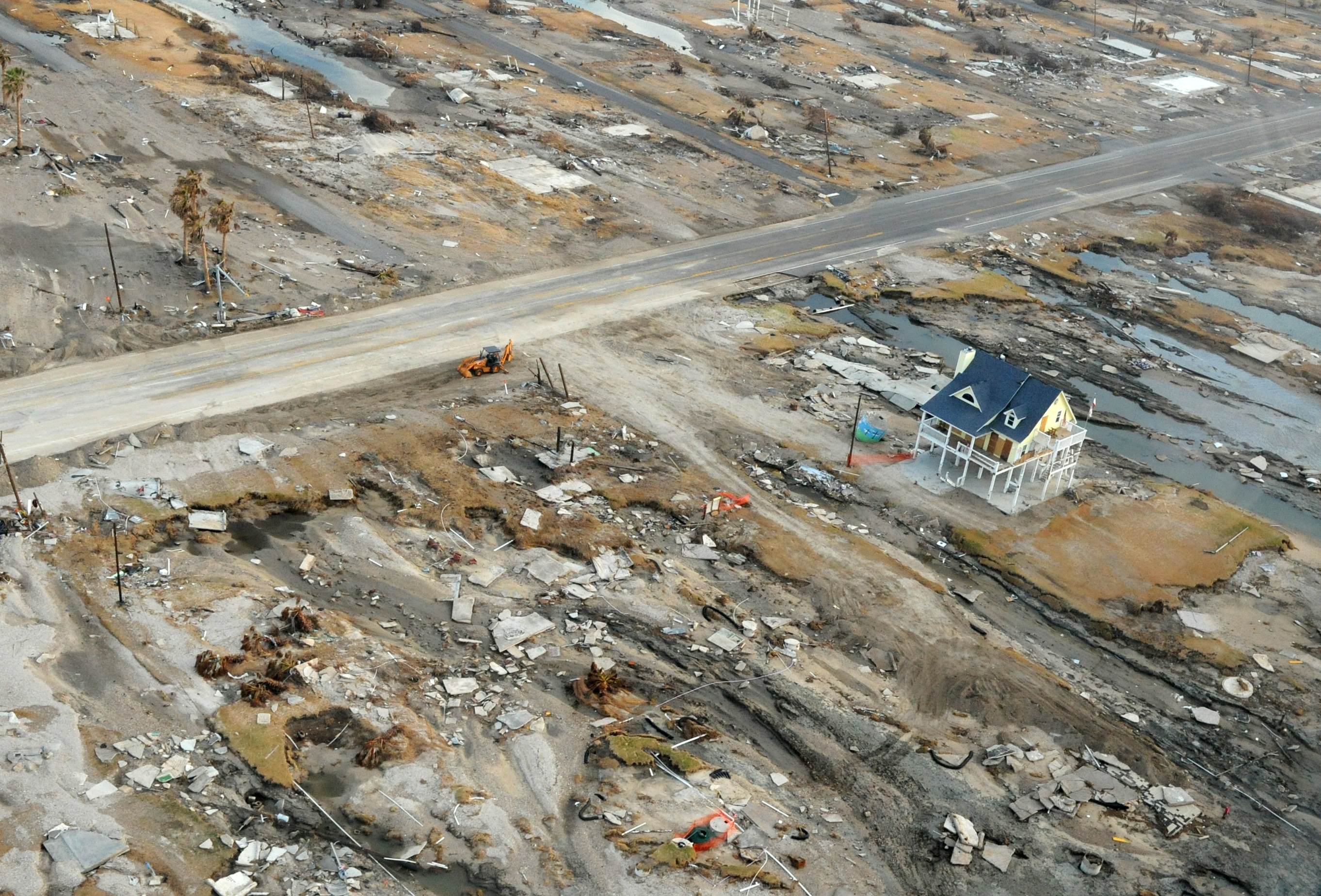
منزل في جيلكريست، تكساس، مصمم لمقاومة مياه الفيضانات، نجا من إعصار آيك في عام 2008.

مفهوم المرونة نشأ من مجال الهندسة ثم تم تطبيقه تدريجياً على مجالات أخرى. وهو مرتبط بمفهوم الضعف. كلمتان تتعلقان بحدوث اضطراب، وتعني أن النظام/البنية التحتية/المجتمع قد يكون أكثر عرضة للخطر أو أقل مرونة تجاه حدث معين بالمقارنة مع حدث آخر. ومع ذلك، فإنهما ليستا متطابقين. إحدى الفروق الواضحة هي أن مفهوم الضعف يركز على تقييم قابلية النظام قبل حدوث الحدث، بينما يبرز مفهوم المرونة السمات الديناميكية في مراحل ما قبل الحدث، وأثناء الحدث، وبعد الحدث.
المرونة هي خاصية ذات أبعاد متعددة، تغطي أربعة أبعاد: الفنية، والتنظيمية، والاجتماعية، والاقتصادية. ولذلك، قد لا يكون استخدام متري واحد ممثلاً لوصف وكمية المرونة. في مجال الهندسة، يتميز مفهوم المرونة بأربعة "آر": الصلابة، والتكرار، والحيلة، والسرعة. وقد قامت الدراسات البحثية الحالية بتطوير وسائل مختلفة لقياس المرونة من مختلف الجوانب، مثل الجوانب المتعلقة بالوظيفة والجوانب الاقتصادية والاجتماعية.
تحتاج البيئة المبنية إلى المرونة لمواجهة التحديات القائمة والناشئة مثل العواصف الرياح الشديدة أو الزلازل، ويتطلب ذلك إدماج الصلابة والتكرار في تصميم المباني. يمكن معالجة الآثار الجديدة لتغير الظروف على كفاءة النهج المختلفة في التصميم والتخطيط في المصطلح التالي.
أثرت المرونة الهندسية على ميادين أخرى وأثّرت في كيفية تفسيرها، على سبيل المثال، في مفهوم مرونة سلسلة التوريد.

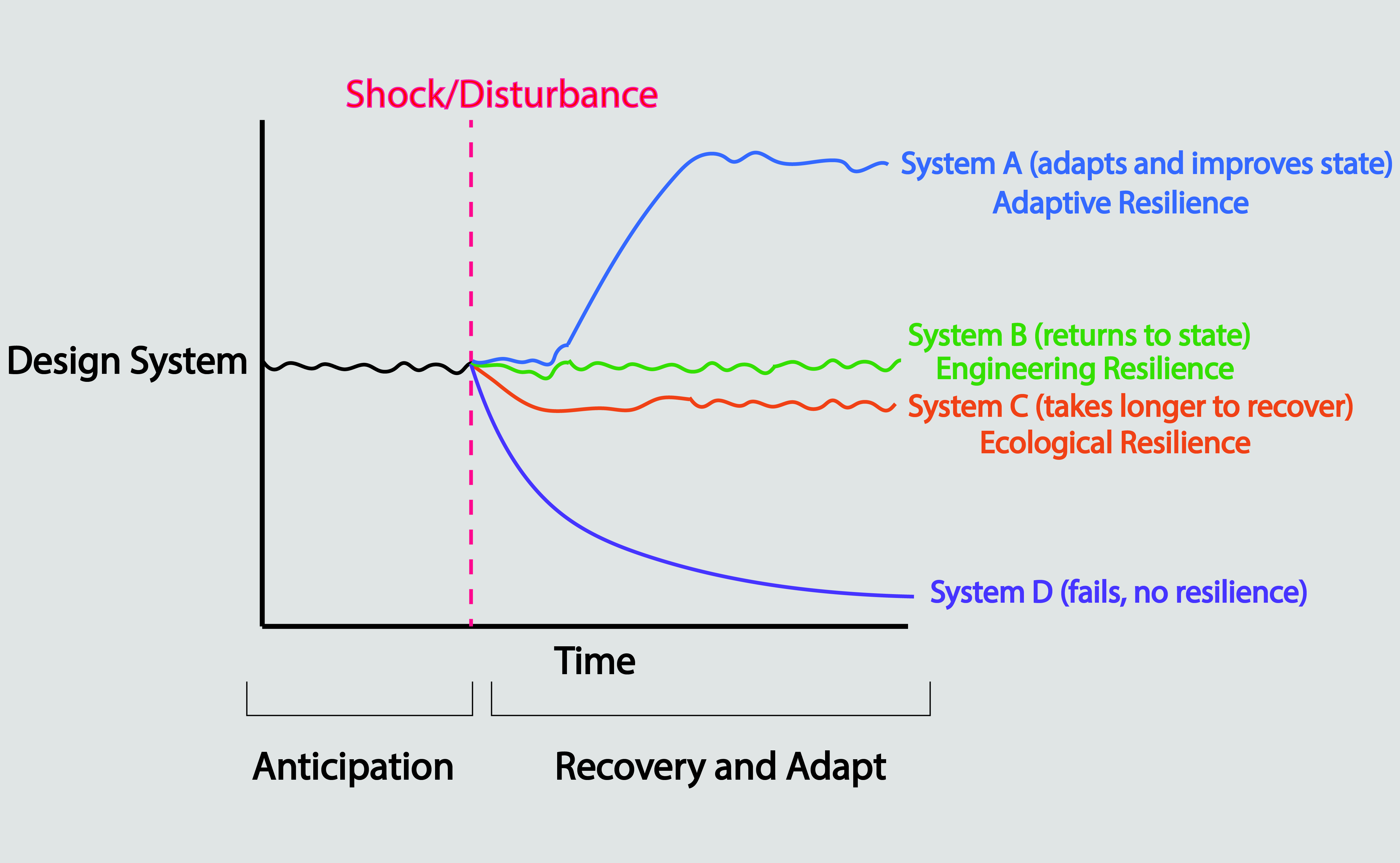
تتفاعل أنظمة التصميم بشكل مختلف مع الأحداث الصادمة. يمثل الرسم البياني التالي الطرق التي تستجيب بها الأنظمة وربما تتكيف بناءً على مرونتها.

## علم أصول الكلمات
وفقًا للقاموس، يعني المرونة "القدرة على التعافي من الصعوبات أو الاضطراب". يعود أصل مصطلح المرونة إلى الكلمة اللاتينية "resilio"، والتي تعني العودة إلى حالة معينة أو الارتداد. في العقد (1640)، قدمت هذه الجذور مفهوم المرونة في مجال ميكانيكا المواد كـ "قدرة المواد على امتصاص الطاقة عند تشوهها بشكل مرن وإطلاق تلك الطاقة عند إلغاء التحميل". وفي عام (1824)، تطور المصطلح ليشمل معنى "المرونة".

### القرن ال 19
توماس تريدجولد كان أول من قدم مفهوم المرونة في عام (1818) في إنجلترا. استُخدم المصطلح لوصف خاصية في قوة الخشب، حيث كانت الأعمدة تنحني وتتشوه لدعم حمولات ثقيلة. وجد تريدجولد أن الخشب كانت لديه متانة ولم يحترق بسهولة، على الرغم من زراعته في ظروف تربة سيئة وتعرضه للظروف المناخية القاسية. ثم تم تحسين مفهوم المرونة من قبل ماليت في عام (1856) فيما يتعلق بقدرة مواد محددة على تحمل اضطرابات محددة. يمكن استخدام هذه التعاريف في مفهوم المرونة في الهندسة بسبب تطبيق مادة واحدة تمتلك نظام توازن مستقر بدلاً من الاستقرار التكيفي المعقد لأنظمة أكبر.

#### القرن ال 20
في السبعينيات من القرن الماضي، درس الباحثون المرونة فيما يتعلق بعلم نفس الطفل وتعرضه لبعض المخاطر. استُخدمت المرونة لوصف الأشخاص الذين يمتلكون "القدرة على التعافي من الصعوبات". كان أحد الباحثين البارزين في هذا المجال البروفيسور السير مايكل روتر، الذي كان يهتم بتأثير مجموعة من تجارب المخاطر ونتائجها المتنوعة.
في ورقته "المرونة واستقرار الأنظمة البيئية" التي نشرها عام (1973)استكشف سي. إس. هولينج لأول مرة موضوع المرونة من خلال تطبيقه على مجال البيئة. تم تعريف المرونة البيئية على أنها "مقياس لثبات الأنظمة وقدرتها على استيعاب التغيير والاضطراب والاحتفاظ بنفس العلاقات بين المتغيرات الحالية." وجد هولينج أن مثل هذا الإطار يمكن تطبيقه على أشكال أخرى من المرونة. تم استخدام التطبيق على النظم البيئية لاحقًا لاستحضار تطبيقات إنسانية وثقافية واجتماعية أخرى. الأحداث العشوائية التي وصفها هولينج لا تقتصر على الظروف المناخية فقط، ولكن يمكن أن تحدث عدم استقرار في الأنظمة المحايدة من خلال تأثير الحرائق، وتغييرات في مجتمع الغابات، أو عمليات الصيد. بالمقابل، الاستقرار هو قدرة النظام على العودة إلى حالة توازن بعد اضطراب مؤقت. يجب دراسة أنظمة الحالات المتعددة بدلاً من الكائنات، حيث يعد العالم مساحة متغيرة مع مزايا حيوية وفيزيائية وكيميائية متنوعة. على عكس المرونة المادية والهندسية، تركز المرونة البيئية والاجتماعية على التكرار والثبات للحفاظ على وجود الوظيفة.

## المرونة الهندسية

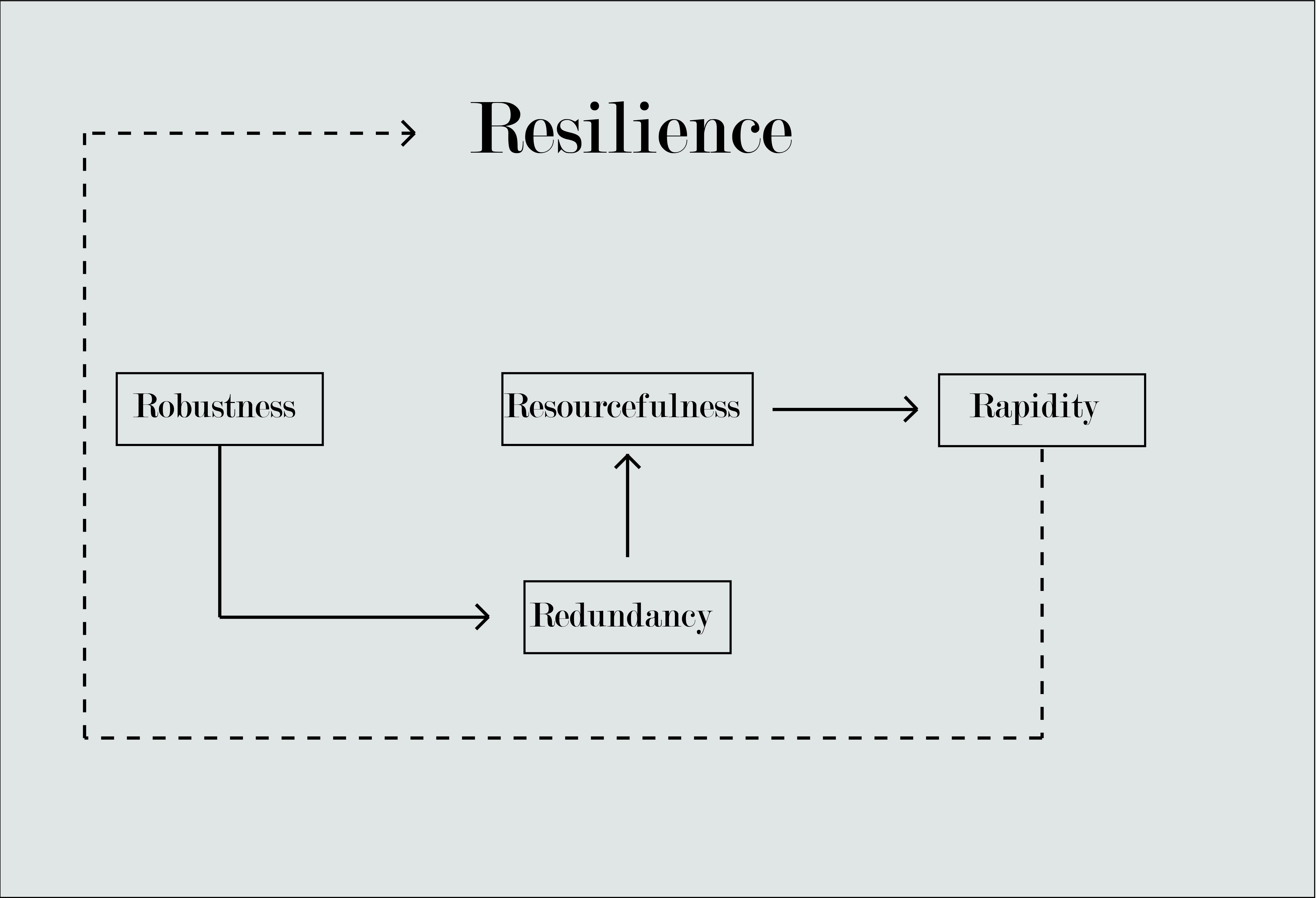
أربعة آر للمرونة

المرونة الهندسية تشير إلى كفاءة النظام فيما يتعلق بتخفيف المخاطر. ضمن هذا الإطار، يُحسب المرونة استنادًا إلى الوقت الذي يستغرقه النظام للعودة إلى توازن حالة واحدة. قام باحثون في مركز MCEER (مركز البحث في هندسة زلازل متعددة المخاطر) بتحديد أربع خصائص للمرونة: الصلابة، والاستماتة، والتكرار، والسرعة.
1. الصلابة (بالإنجليزية: Robustness): القدرة على تحمل مستوى معين من الضغوط دون فقدان الوظيفة.
2. الحيلة (بالإنجليزية: Resourcefulness): القدرة على تحديد المشكلات والموارد عندما قد تعرض التهديدات النظام للاضطراب.
3. التكرار (بالإنجليزية: Redundancy): القدرة على وجود مسارات متنوعة في النظام يمكن من خلالها نقل القوى للسماح بالاستمرار في الوظيفة.
4. السرعة (بالإنجليزية: Rapidity): القدرة على تحقيق الأولويات والأهداف في الوقت المناسب لتجنب الخسائر والاضطرابات المستقبلية.

## المرونة الاجتماعية والبيئية
المرونة الاجتماعية - البيئية، المعروفة أيضًا باسم المرونة التكيفية، هي مفهوم جديد يغير التركيز ليشمل المجالات الاجتماعية والبيئية والتقنية للمرونة. يركز النموذج التكيفي على الخصائص القابلة للتحول للحالة المستقرة للنظام. في المباني التكيفية، يُعالج كل من المرونة القصيرة والطويلة المدى لضمان قدرة النظام على تحمل الاضطرابات باستخدام القدرات الاجتماعية والفيزيائية. تعمل المباني على مستويات وظروف متعددة، لذلك من المهم أن ندرك أن التغييرات المستمرة في الهندسة المعمارية متوقعة.
لابوي وفانون يدركان أن نموذج المرونة يتغير، وقد قاموا بتطبيق أربع خصائص للمرونة من MCEER على مراحل التخطيط والتصميم والتشغيل للهندسة المعمارية. بدلاً من استخدام أربع خصائص لوصف المرونة، يقترح لابوي وفانون نموذجًا 6R يضيف استعادة لمرحلة التشغيل وتجنب المخاطر لمرحلة التخطيط للمبنى. في مرحلة التخطيط للمبنى، يعتبر اختيار الموقع وتحديد موقع المبنى وظروف الموقع أمورًا حاسمة لتجنب المخاطر. يمكن أن يساعد التخطيط المبكر في التحضير والتصميم للبيئة المبنية استنادًا إلى القوى التي نفهمها وندركها. في مرحلة التشغيل للمبنى، لا يعتبر الاضطراب نهاية للمرونة، ولكن يجب أن يقدم خطة استعادة للتكيف في المستقبل. يجب استخدام الاضطرابات كفرصة للتعلم لتقييم الأخطاء والنتائج، وإعادة تكوين لتلبية احتياجات المستقبل.

## التطبيقات

### كود البناء الدولي
يقدم الكود الدولي للمباني متطلبات دنيا للمباني باستخدام معايير قائمة على الأداء. تم إصدار أحدث إصدار للكود الدولي للمباني (IBC) في عام (2018) من قبل المجلس الدولي للكود (ICC)، حيث يركز على المعايير التي تحمي الصحة العامة والسلامة ورفاهية الجمهور، دون تقييد استخدام طرق بناء معينة. يتناول الكود عدة فئات، يتم تحديثها كل ثلاث سنوات لاستيعاب التكنولوجيا والتغييرات الجديدة. تعتبر أنظمة البناء من أساسات مرونة المجتمعات ومبانيها، حيث يبدأ "المرونة في البيئة المبنية بوجود قوانين البناء القوية والمعتمدة بانتظام والتي تُدير بشكل صحيح". ويحدث الفوائد نتيجة لاعتماد القوانين، حيث وجد المعهد الوطني لعلوم البناء (NIBS) أن اعتماد الكود الدولي للمباني يوفر فائدة بقيمة 11 دولار لكل دولار مستثمر.
تركز المجلس الدولي للكود على ضمان أن مباني المجتمع تدعم مرونة المجتمعات قبل وقوع الكوارث. يتضمن العملية التي قدمها ICC فهم المخاطر وتحديد استراتيجيات التعامل مع تلك المخاطر وتنفيذ تلك الاستراتيجيات. تتفاوت المخاطر بناءً على المجتمعات والجغرافيا وعوامل أخرى. أنشأت الجمعية الأمريكية للمهندسين المعماريين قائمة من الصدمات والضغوط المتعلقة بسمات معينة للمجتمع. الصدمات هي أشكال طبيعية من المخاطر (الفيضانات، الزلازل)، في حين أن الضغوط هي أحداث أكثر تواترًا يمكن أن تتطور على مدى فترة طويلة (قدرة الدفع، الجفاف). من المهم فهم تطبيق التصميم المرون على كل من الصدمات والضغوط، حيث يمكن أن تلعب المباني دورًا في المساهمة في حلولها. على الرغم من أن IBC هو كود نموذجي، إلا أنه يتم اعتماده من قبل العديد من الدول والحكومات لتنظيم مناطق البناء المحددة. وتنظم الكثير من النهج لتقليل المخاطر حول استخدام المباني واحتلالها. بالإضافة إلى ذلك، يتم تحديد سلامة الهيكل بواسطة استخدام المواد، والأطُر، ومتطلبات البنية، ويمكن أن توفر مستوى عالٍ من الحماية للمحتلين. يتم توفير متطلبات واستراتيجيات محددة لكل صدمة أو ضغط، مثل التسونامي، والحرائق، والزلازل.

#### مجلس المرونة في الولايات المتحدة
مجلس المرونة في الولايات المتحدة (USRC)، وهو منظمة غير ربحية، أنشأ نظام تصنيف USRC الذي يصف التأثيرات المتوقعة لكوارث الطبيعة على المباني الجديدة والقائمة. يأخذ التصنيف في اعتباره البناء قبل استخدامه من خلال هيكله وأنظمته الميكانيكية والكهربائية واستخدام المواد. حاليًا، يتمتع البرنامج بمرحلة التجربة، حيث يركز أساساً على استعداد البناء والمرونة في مواجهة الزلازل. بالنسبة لمخاطر الزلازل، يعتمد التصنيف بشكل كبير على متطلبات الشيفرة البنائية للتصميم. يمكن للمباني الحصول على أحد نوعين من أنظمة تصنيف USRC:

### نظام التقييم المعتمد من USRC
تُستخدم نظام التصنيف الموثَّق لأغراض التسويق والإعلان باستخدام شارات. يعتبر التصنيف سهل الفهم وموثوقًا وشفافًا حيث يُمنح من قِبل محترفين. يُقيم نظام تصنيف المباني في USRC المباني بواسطة نجوم تتراوح من نجمة واحدة إلى خمس نجوم بناءً على الأبعاد المستخدمة في أنظمتهم. الأبعاد الثلاث التي يستخدمها مجلس المرونة في الولايات المتحدة هي السلامة، والضرر، والاستعادة. السلامة تصف الوقاية من الأذى المحتمل للأفراد بعد حدوث الحدث. يصف الضرر التصنيف الإجمالي المتوقع الذي يتطلب إصلاحه بسبب التكاليف والخسائر. يتم حساب الاستعادة بناءً على الوقت الذي يستغرقه المبنى لاستعادة وظيفته بعد حدوث صدمة. يمكن تحقيق شهادات التصنيف التالية:
- USRC بلاتينيوم: أقل من 5٪ من التلف المتوقع.
- USRC ذهبي: أقل من 10٪ من التلف المتوقع.
- USRC فضي: أقل من 20٪ من التلف المتوقع.
- USRC معتمد: أقل من 40٪ من التلف المتوقع.

يمكن الحصول على نظام تصنيف المباني للزلازل من خلال تقييم المخاطر واختبارات الزلازل. بالإضافة إلى المراجعة التقنية التي توفرها USRC، يتقدم تحليل زلزالي CRP للحصول على تصنيف USRC مع الوثائق المطلوبة. يخطط USRC لإنشاء معايير مماثلة للمخاطر الطبيعية الأخرى مثل الفيضانات والعواصف والرياح.

#### USRC نظام تصنيف المعاملات
نظام تصنيف المعاملات يوفر للمبنى تقريرًا حول التعرض للمخاطر، وربما الاستثمارات والفوائد المحتملة. يظل هذا التصنيف سريًا مع USRC ولا يُستخدم للإعلان أو التسويق للمبنى.

##### عيوب نظام تصنيف USRC
نظرًا للتركيز الحالي على التدخلات الزلزالية، لا يأخذ مجلس المرونة في الولايات المتحدة في اعتباره عدة أجزاء من المبنى. نظام تصنيف المباني في USRC لا يأخذ في اعتباره أي تغييرات في تصميم المبنى التي قد تحدث بعد منح التصنيف. لذلك، لن تؤثر التغييرات التي قد تعيق مرونة المبنى على التصنيف الذي حصل عليه المبنى. بالإضافة إلى ذلك، قد تتضمن التغييرات في استخدام المبنى بعد الشهادة استخدام مواد خطرة ولن تؤثر في تصنيف المبنى. لا يتضمن تصنيف الضرر الأضرار الناتجة عن كسر الأنابيب أو ترقية المبنى أو تلف الأثاث. لا يتضمن تصنيف الاستعادة استعادة كل وظيفة للمبنى بالكامل ولا يشمل كل الأضرار وإنما مبلغًا معينًا.

##### برنامج 100 مدينة مرنة
في عام (2013)، تم إطلاق برنامج 100 مدينة متينة من قبل مؤسسة روكفلر، بهدف مساعدة المدن على أن تصبح أكثر متانة تجاه الصدمات والضغوط الف physical والاقتصادية والاجتماعية. يساعد البرنامج في تيسير خطط المرونة في مدن حول العالم من خلال توفير الأدوات والتمويل وشركاء الشبكة العالمية مثل ARUP و AIA. من بين 1000 مدينة قدمت طلبًا للانضمام إلى البرنامج، تم اختيار 100 مدينة فقط مع تحديات تتنوع بين الشيخوخة السكانية والهجمات الإلكترونية والعواصف الشديدة وسوء استخدام المخدرات.
هناك العديد من المدن التي تعتبر أعضاء في البرنامج، ولكن في المقالة "بناء القدرة على الصمود في المدن في جميع أنحاء العالم"، يركزسبانس ووترهوت على مدينة روتردام لمقارنة مرونة المدينة قبل وبعد المشاركة في البرنامج. وجد الكتّاب أن البرنامج قد وسع نطاق وتحسن خطة مرونة روتردام من خلال تضمين وصول إلى المياه والبيانات والهواء النقي والصلابة الإلكترونية والمياه النظيفة. يتناول البرنامج ضغوطًا اجتماعية أخرى يمكن أن تضعف مرونة المدن مثل العنف والبطالة. وبالتالي، تستطيع المدن أن تعكس على وضعها الحالي وتخطط للتكيف مع صدمات وضغوط جديدة. يمكن أن تدعم نتائج المقال فهم المرونة على نطاق حضري أوسع يتطلب نهجًا متكاملاً مع التنسيق عبر مقاييس حكومية متعددة ومدد زمنية ومجالات. بالإضافة إلى دمج المرونة في قوانين البناء وبرامج شهادة البناء، يقدم برنامج 100 مدينة متينة فرص دعم أخرى يمكن أن تساعد في زيادة الوعي من خلال منظمات غير ربحية.
بعد أكثر من ست سنوات من النمو والتغيير، انتهت منظمة 100 مدينة متينة الحالية في 31 يوليو (2019).

###### نظام تقييم RELi
RELi هو معيار تصميم يُستخدم لتعزيز المرونة على مستويات متعددة في البيئة المبنية مثل المباني والأحياء والبنية التحتية. تم تطويره من قبل معهد التحول السوقي نحو الاستدامة (MTS) لمساعدة المصممين في التخطيط لمواجهة المخاطر. يشبه RELi إلى حد كبير نظام LEED ولكن مع التركيز على المرونة. حالياً، يمتلك المجلس الأمريكي للبناء الأخضر (USGBC) RELi وهو متاح للمشاريع الساعية للحصول على شهادة LEED. تم إصدار الإصدار الأول من RELi في عام 2014، وهو حالياً لا يزال في مرحلة التجربة، حيث لا تُخصص نقاط للرصيد المحدد. لا يُلزم بالحصول على اعتماد RELi، واستخدام معلومات الائتمان يكون بشكل طوعي. وبالتالي، لا يزال نظام النقاط الحالي قيد التحديد ولا يمتلك قيمة ملموسة. يقدم RELi كتالوجًا للرصيد يستخدم كدليل مرجعي لتصميم المباني ويوسع على تعريف RELi للمرونة على النحو التالي:
التصميم المتين يسعى إلى إنشاء مبانٍ ومجتمعات قادرة على التحمل والصحة والتكيف والتجدد من خلال مزيج من التنوع والتنبؤ والقدرة على التنظيم الذاتي والتعلم. يمكن لمجتمع قائم على المرونة تحمل الصدمات وإعادة بناء نفسه عند الضرورة. يتطلب ذلك من البشر أن يحتضنوا قدرتهم على التنبؤ والتخطيط والتكيف للمستقبل.

###### كتالوج النقاط RELi
يأخذ كتالوج نقاط RELi في اعتباره عدة مستويات تدخل مع متطلبات لنهج شامل، وتكييف وتخفيف المخاطر للأحداث الحادة، وتكييف وتخفيف شامل للوضع الحالي والمستقبل. يركز إطار عمل RELi بشكل كبير على القضايا الاجتماعية لمرونة المجتمع، مثل توفير مساحات المجتمع والمنظمات. ويجمع RELi أيضًا بين تصميمات المخاطر المحددة مثل الاستعداد للفيضانات مع استراتيجيات عامة لكفاءة الطاقة والمياه. تُستخدم الفئات التالية لتنظيم قائمة نقاط RELi:
- نهج بانورامي للتخطيط والتصميم والصيانة والعمليات.
- الاستعداد للمخاطر.
- التكيف مع المخاطر والتخفيف من حدتهاز
- تماسك المجتمع والحيوية الاجتماعية والاقتصادية.
- الإنتاجية والصحة والتنوع.
- الطاقة، الماء، الغذاء.
- المواد والتحف.
- الإبداع التطبيقي والابتكار والاستكشاف.

يُكمِّل برنامج RELi ويوسِّع نطاقه على أنظمة تصنيف شهيرة أخرى مثل LEED، Envision، وتحدي بناء الحياة. يُسهِّل تنسيق القائمة في الكتالوج على المستخدمين التنقل بسهولة بين النقاط والتعرف على الأهداف التي تحققت من قبل RELi. يمكن أن تزيد الإشارات إلى أنظمة التصنيف الأخرى التي تم استخدامها من الوعي بـ RELi ومصداقية استخدامه. يتم إدراج المراجع لكل نقطة في الكتالوج لسهولة الوصول.

###### اعتمادات LEED التجريبية
في عام (2018)، تم إصدار ثلاث نقاط تجريبية جديدة ضمن LEED لزيادة الوعي بالكوارث الطبيعية والصناعية الخاصة. توجد هذه النقاط التجريبية في فئة العملية التكاملية وهي قابلة للتطبيق على جميع أنظمة تصنيف تصميم وإنشاء المباني.
1. الاعتماد الأولى IPpc98: التقييم والتخطيط للمرونة تتضمن شرطًا أساسيًا لتقييم المخاطر على الموقع. من المهم أن يتم احتساب ظروف الموقع وكيفية تغييرها مع التقلبات في المناخ. يمكن للمشاريع اختيار إجراء خطة لمواجهة المخاطر المتعلقة بالمناخ أو يمكنها إكمال أشكال التخطيط المقدمة من قبل الصليب الأحمر.
2. الاعتماد الثانية IPpc99: التقييم والتخطيط للمرونة تتطلب من المشاريع تحديد أولويات ثلاث مخاطر رئيسية بناءً على التقييمات التي تم إجراؤها في النقطة الأولى. يجب تحديد وتنفيذ استراتيجيات التخفيف الخاصة بكل مخاطر بشكل محدد. يجب أيضًا الرجوع إلى برامج المرونة الأخرى مثل مجلس المقاومة الأمريكي لدعم اختيار المخاطر.
3. الاعتماد الثالثة IPpc100: البقاء على قيد الحياة السلبي والوظيفية خلال الطوارئ تركز على الحفاظ على ظروف العيش والوظائف أثناء الاضطراب. يمكن للمشاريع إظهار القدرة على توفير الطاقة الطارئة للوظائف ذات الأولوية العالية، والحفاظ على درجات حرارة قابلة للعيش لفترة زمنية معينة، وتوفير إمكانية الوصول إلى المياه. بالنسبة للمقاومة الحرارية، يجب الرجوع إلى النمذجة الحرارية لرسم الراحة لأداة الراحة لدعم الخصائص الحرارية للمبنى خلال فترة زمنية معينة. أما بالنسبة للطاقة الطارئة، يجب أن تستمر الطاقة الاحتياطية استنادًا إلى الأحمال الحيوية واحتياجات نوع استخدام المبنى.[27]

تتداخل نقاط LEED مع نقاط نظام تصنيف RELi، وقد قام المجلس الأمريكي للبناء الأخضر (USGBC) بتحسين نظام RELi لتكامله بشكل أفضل مع نقاط LEED للتصميم المتين النموذجية.

###### التصميم على أساس تغير المناخ
من المهم تقييم بيانات المناخ الحالية وتصميم استعدادًا للتغييرات أو التهديدات للبيئة. يمكن أن تختلف خطط المرونة واستراتيجيات التصميم السلبي استنادًا إلى المناخات التي تكون فيها درجات الحرارة مرتفعة. فيما يلي استراتيجيات التصميم الاستجابي للمناخ بشكل عام استنادًا إلى ثلاث ظروف مناخية مختلفة:

### رطب جدا (بالإنجليزية: Too Wet)
- استخدام حلول طبيعية: يمكن أن تعمل المناطق الرطبة مثل المناطق الساحلية والنباتات الشاطئية الأخرى كحواجز لمنع الفيضانات.
- إنشاء نظام للمياه: في المناطق ذات الفيضانات الشديدة، يمكن دمج السدود في الطابع الحضري لحماية المباني.
- استخدام مواد تسمح بتسرب المياه: تمتص الأسطح المسامية للرصف المياه الجارية في مواقف السيارات والطرق والأرصفة.
- طرق جمع المطر: جمع وتخزين مياه الأمطار للاستخدام المنزلي أو لأغراض تنسيق الحدائق.

#### جاف جدا (بالإنجليزية: Too Dry)
- استخدام نباتات تتحمل الجفاف: توفير استهلاك الماء في أساليب تنسيق الحدائق.
- تنقية مياه الصرف الصحي: إعادة تدوير مياه الصرف لاستخدامها في تنسيق الحدائق أو استخدام المراحيض.
- استخدام تصميم الفناء: تقليل المساحة المتأثرة بالإشعاع الشمسي واستخدام الماء والنباتات للتبريد التبخري.[29]

##### حار جدًا (بالإنجليزية: Too Hot)
- استخدام النباتات: يمكن للأشجار أن تساعد في تبريد البيئة عن طريق الحد من تأثير الجزيرة الحرارية الحضرية من خلال التبخر.
- استخدام استراتيجيات التصميم الشمسي السلبي: يمكن أن تبرد النوافذ القابلة للتشغيل والكتل الحرارية الموجودة في المبنى بشكل طبيعي.
- استراتيجيات حجب النوافذ: التحكم في كمية الضوء الشمسي الذي يدخل المبنى لتقليل ارتفاع الحرارة خلال النهار.
- تقليل أو حجب الكتل الحرارية الخارجية المجاورة التي ستعيد الانبعاث إلى المبنى (مثل البلاط).

### تقييم المخاطر
يعد تحديد وتقييم الضعف في البيئة المبنية استنادًا إلى المواقع المحددة أمرًا حاسمًا لإعداد خطة لزيادة المرونة. تؤدي الكوارث إلى مجموعة واسعة من النتائج مثل تضرر المباني والأنظمة البيئية وفقدان البشر. على سبيل المثال، أدت الزلازل التي وقعت في مقاطعة ونتشوان في عام (2008) إلى انهيارات أرضية رئيسية أعادت توجيه مناطق المدينة بأكملها مثل بيتشوان القديمة. فيما يلي بعض المخاطر الطبيعية واستراتيجيات المقاومة المحتملة.

#### الحريق
- استخدام مواد ذات مقاومة عالية للحريق.
- توفير سلالم مقاومة للحريق للإخلاء.
- طرق جامعة للهروب تساعد أيضًا الأشخاص ذوي الإعاقة.

##### الأعاصير
- هناك استراتيجيات متعددة لحماية الهياكل من الأعاصير، استنادًا إلى الرياح وحملات المطر.
- يجب حماية الفتحات من الأشياء الطائرة.
- يجب رفع الهياكل عن التسلل المحتمل للمياه والفيضانات.
- يجب إحكام إغلاق المباني بأنماط معينة للتثبيت بالمسامير.
- استخدام مواد مثل المعدن أو البلاط أو الطوب لمقاومة حملات الرياح.[31]

###### الزلازل
- قد تؤدي الزلازل أيضًا إلى تلف هيكلي وانهيار المباني بسبب التوترات العالية على أطُر البناء.
- تثبيت الأجهزة مثل المدفئات والأثاث لتجنب الإصابات والحرائق.
- يجب استخدام فواصل التمدد في هيكل المبنى للتعامل مع الاهتزاز الزلزالي.
- إنشاء أنظمة مرنة بتحديد القاعدة لتقليل التأثير.
- توفير حقيبة استعداد للزلزال تحتوي على الموارد الضرورية أثناء الحدث.

## الاستدامة
من الصعب مناقشة مفاهيم المرونة والاستدامة في المقارنة بسبب التعريفات العلمية المختلفة التي تم استخدامها في هذا المجال على مر السنين. العديد من السياسات والمنشورات الأكاديمية حول كل من هذين الموضوعين إما تقدم تعاريف خاصة بها لكل منهما أو تفتقر إلى تعريف واضح لنوع المرونة التي يسعىون إليها. على الرغم من أن الاستدامة هي مصطلح معتمد، إلا أن هناك تفسيرات عامة للمفهوم وتركيزه. اقترحت سانشيز وآخرون توسيع مفهوم "المرونة المستدامة" ليشمل المزيد من النهج المستمرة وطويلة الأمد للمرونة الاجتماعية البيئية. تركز المرونة المستدامة ليست فقط على النتائج، ولكن أيضًا على العمليات وهياكل السياسات في التنفيذ.
تشترك كل من المفاهيم في افتراضات وأهداف أساسية مثل البقاء على قيد الحياة بشكل سلبي واستمرار تشغيل النظام على مر الوقت واستجابته للاضطرابات. هناك أيضًا تركيز مشترك على مكافحة تغير المناخ حيث يظهران في إطار أكبر مثل الشيفرة البنائية وبرامج تصنيف المباني. يُجادل هولينج وواكر أن "النظام البيئي الاجتماعي المرون هو مرادف لإقليم بيئي واقتصادي واجتماعي مستدام". يقول باحثون آخرون مثل بيرينجز إن "استراتيجية التنمية ليست مستدامة إذا لم تكن مرونة". لذلك، هذين المفهومين متشابكان ولا يمكن أن يكونا ناجحين بشكل فردي حيث يعتمد كل منهما على الآخر. على سبيل المثال، في نظام RELi وفي LEED وفي برامج تصنيف المباني الأخرى، يعتبر توفير الوصول إلى مياه نظيفة ومصدر للطاقة أمرًا حيويًا قبل وخلال وبعد الاضطراب.
يُجادل بعض الباحثين بأن تكتيكات المرونة والاستدامة تستهدف أهدافًا مختلفة. تُجادل بولا ميلتون في أن المرونة تركز على التصميم لما هو غير متوقع، بينما تركز الاستدامة على التصميمات المستجيبة للمناخ. تركز بعض أشكال المرونة مثل المرونة التكيفية على التصميمات التي يمكن أن تتكيف وتتغير استنادًا إلى حدث صدمة، من ناحية أخرى، يركز التصميم المستدام على الأنظمة التي تكون فعالة ومحسنة.

## تحديد الكميات
التكامل الاولي للمنحنى التي تمثل استعادة الوظائف على مر الزمن يمكن استخدامه لقياس فقدان المرونة وتقديره. اقترح برونو وآخرون مقياسًا هامًا للمرونة الكمية استنادًا إلى منحنى استعادة الوظائف، حيث يتم تحديد فقدان المرونة على النحو التالي:
{\displaystyle R_{L}=\int _{t_{0}}^{t_{f}}[100\%-Q(t)]dt}
حيث {\displaystyle Q(t)} هو الوظيفة في الزمن {\displaystyle t},{\displaystyle t_{0}} هو الوقت الذي يضرب فيه الحدث {\displaystyle t_{f}} هو الوقت الذي يتم فيه استعادة الوظائف بالكامل.
فقدان المرونة هو مقياس ذو قيمة إيجابية فقط. يتمتع بالميزة الرئيسية بأنه يمكن تعميمه بسهولة إلى هياكل وبنى تحتية ومجتمعات مختلفة. تفترض هذه التعريفات أن الوظائف هي 100٪ قبل الحدث وستتعافى في نهاية المطاف إلى وظائف كاملة بنسبة 100٪. قد لا يكون ذلك صحيحًا عمليًا. يمكن أن يكون النظام جزئيًا قائمًا عندما يضرب إعصار وقد لا يتم استعادته بالكامل بسبب نسبة تكلفة فائدة غير اقتصادية.
مؤشر المرونة هو مقياس معياري بين 0 و 1، يتم حسابه من منحنى استعادة الوظائف.
{\displaystyle R={\frac {\int _{t_{0}}^{t_{h}}Q(t)dt}{t_{h}-t_{0}}}}
حيث {\displaystyle Q(t)} هو الوظيفة في الزمن {\displaystyle t} {\displaystyle t_{0}} هو الوقت الذي يضرب فيه الحد {\displaystyle t_{h}} هو الزمن المستهدف.

## أنظر أيضا
- التصميم المستدام
- الاستدامة
- المجلس الأمريكي للأبنية الخضراء (USGBC)
- المرونة الحضرية